# Биро, Имре
Имре́ Биро (рум. Imre Biro; 17 апреля 1958, Turnu Roșu, Сибиу — 5 ноября 2023) — румынский футболист, играл на позиции нападающего.

## Биография

### Игровая карьера
В течение одного сезона играл за «Авэнтул». В 1978 году Биро перешёл в клуб Высшего дивизиона «Тыргу-Муреш». Дебютировал в Дивизии A 24 августа 1978 года в матче со «Спортулом» — та встреча завершилась 1:1. За «Тыргу-Муреш» Биро играл в течение пяти сезонов, сыграл 163 матча и забил 41 гол в Высшем дивизионе. В 1984 году Биро перешёл в «Политехнику» из Яссы.
С 1985 по 1990 год играл за «Университатя» из Клуж-Напоки. За эту команду он сыграл 141 матч и забил 34 гола. В последующие годы играл в Венгрии за «Дьёр» и «Шопрон». Завершил игровую карьеру в 1992 году.

### Смерть
Скончался 5 ноября 2023 года в возрасте 65 лет.